# Georg Kühling
Georg Kühling (* 18. November 1886 in Rechterfeld; † 26. März 1963 ebenda) war ein deutscher Landwirt und Politiker (Zentrum, später CDU).
Kühling besuchte das Realgymnasium in Delmenhorst und leistete danach seine Militärdienstzeit in Darmstadt ab. Später studierte er in Bonn Rechtswissenschaft und Landwirtschaft. Im Anschluss arbeitete er bis zum Einsatz im Ersten Weltkrieg auf dem Hof seines Vaters. Im ersten Gefecht in den Karpaten erlitt er einen Lungendurchschuss. Anfang 1915 geriet er in russische Gefangenschaft. Über Sibirien, Japan und Amerika kehrte er am 14. Juli 1920 nach über fünf Jahren als letzter Kriegsteilnehmer seines Heimatortes nach Rechterfeld zurück. In den folgenden Jahren schloss er sich einigen bäuerlichen Organisationen an und war bis 1933 Mitglied der Zentrumspartei. In der Zeit des Nationalsozialismus wurde er während des Kreuzkampfes verhaftet.
Kühling gehörte 1933 dem Oldenburgischen Landtag an. Er war vom 23. Mai 1946 bis zum 6. November 1946 Mitglied des Ernannten Oldenburgischen Landtages und anschließend vom 9. Dezember 1946 bis zum 28. März 1947 des Ernannten Niedersächsischen Landtages. Dem Deutschen Bundestag gehörte er seit dessen erster Wahl 1949 bis 1953 an. Er war direkt gewählter Abgeordneter des Wahlkreises Vechta – Cloppenburg.